# Lebach

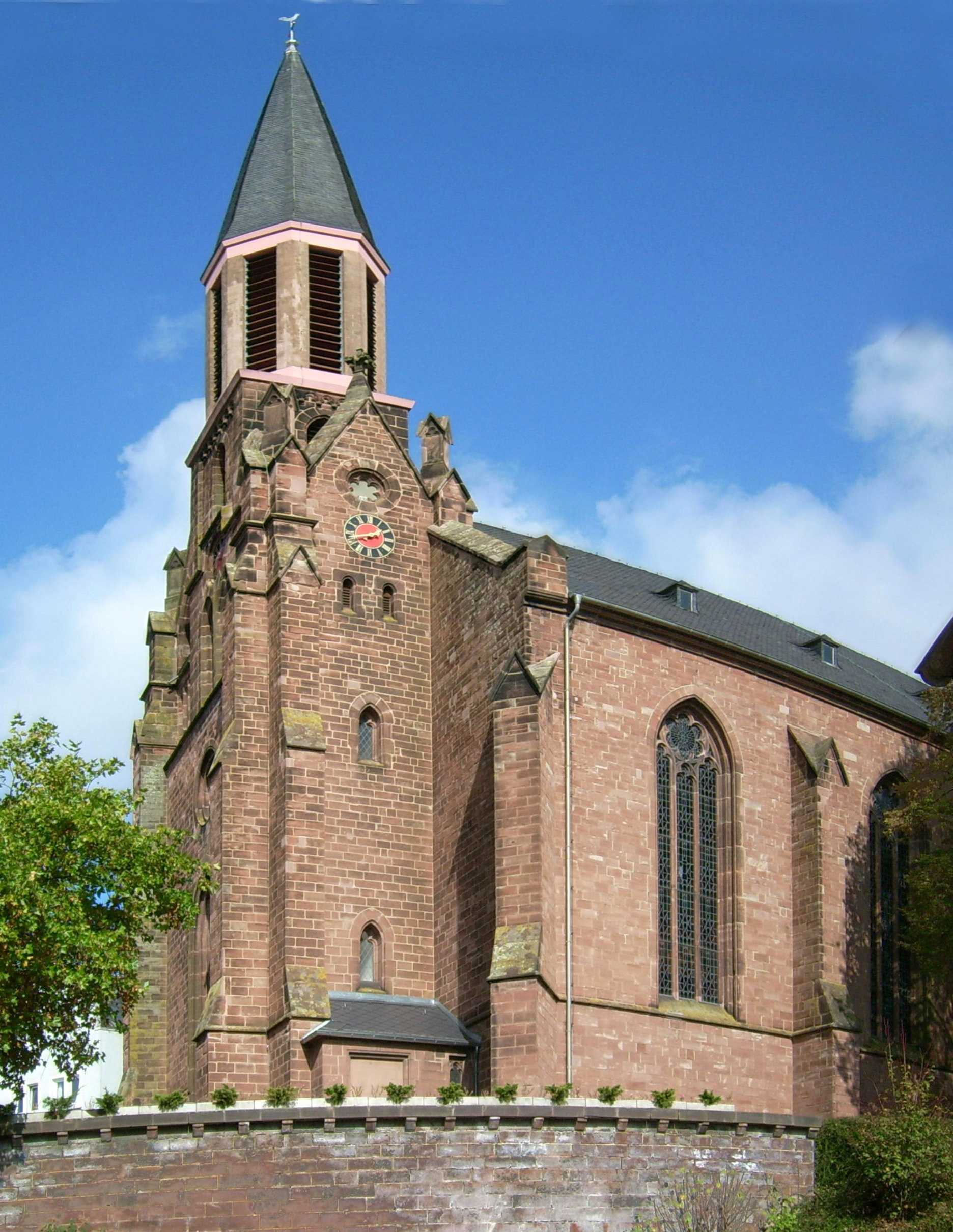
Biserica catolică

Lebach este un oraș din landul Saarland, Germania.